# Ferdinandusa lanceolata
Ferdinandusa lanceolata är en måreväxtart som beskrevs av Karl Moritz Schumann. Ferdinandusa lanceolata ingår i släktet Ferdinandusa och familjen måreväxter. Inga underarter finns listade i Catalogue of Life.